# Cneo Arrio Augur
Cneo o Gneo Arrio Augur  fue un senador romano de finales del siglo I y comienzos del siglo II, que desarrolló su carrera política bajo los imperios de Nerva, Trajano y Adriano.

## Carrera política
Su único cargo conocido es el consul ordinarius en 121, bajo Adriano.